# Joaquín Valle Benítez
Joaquín Valle Benítez (Las Palmas de Gran Canaria, 18 d'abril de 1916 - Madrid, 23 de desembre de 1980) fou un jugador de futbol canari de les dècades de 1930 i 1940.

## Trajectòria
Advocat de professió, era fill de Bernardino Valle y Gracia, batlle de Las Palmas de Gran Canària i diputat per la província de Las Palmas, i net de Bernardino Valle Chinestra, compositor i director d'orquestra. El seu germà Luis Valle Benítez també fou jugador de futbol.
Nascut a Las Palmas de Gran Canaria es traslladà de petit a Madrid en assolir el seu pare un escó a les Corts l'any 1931. Allí començà estudis de dret amb l'ajut del seu germà Luis Valle Benítez que aleshores era jugador del Reial Madrid. Quan esclatà la Guerra Civil espanyola, la seva família hagué d'exiliar-se a França, ja que el seu pare era diputat socialista republicà. Juntament amb el seu germà fitxà per l'Olympique de Niça, club on romangué durant més d'una dècada entre 1937 i 1948. És el màxim golejador de la història del club. Marcà 89 gols en 112 partits a la Ligue 2, 25 gols en 35 partits a la Copa, 97 en 117 partits en campionats durant la Segona Guerra Mundial i 128 gols en 143 partits amistosos. En total 339 gols en 407 partits. Al club francès hi coincidí amb Ricard Zamora i Josep Samitier. El 1948 fitxà pel RCD Espanyol, on jugà durant una temporada sense disposar de massa minuts.

## Palmarès
OGC Nice
- Ligue 2:
  - 1948